# Anisonyx badiitibialis
Anisonyx badiitibialis är en skalbaggsart som beskrevs av Schein 1959. Anisonyx badiitibialis ingår i släktet Anisonyx och familjen Melolonthidae. Inga underarter finns listade i Catalogue of Life.